# Superstore (phim truyền hình)
Superstore là một bộ phim truyền hình sitcom máy ảnh đơn của Mỹ được công chiếu trên NBC vào ngày 30 tháng 11 năm 2015. Bộ phim được tạo bởi Justin Spitzer, người từng là nhà sản xuất điều hành trong bốn mùa. Với sự tham gia của America Ferrera (cũng là nhà sản xuất) và Ben Feldman, Superstore theo chân một nhóm nhân viên làm việc tại "Cloud 9, cửa hàng số 1217, một cửa hàng hộp lớn hư cấu ở St. Louis, Missouri. bao gồm Lauren Ash, Colton Dunn, Nico Santos, Nichole Bloom, Mark McKinney và Kaliko Kauahi.
Vào ngày 21 tháng 2 năm 2018, NBC đã gia hạn loạt phim cho phần thứ tư gồm 22 tập, được công chiếu vào ngày 4 tháng 10 năm 2018. Vào ngày 4 tháng 3 năm 2019, NBC đã gia hạn loạt phim cho phần thứ năm, dự kiến ra mắt vào ngày 26 tháng 9 năm 2019.

## Diễn viên

### Chủ yếu
- America Ferrera trong vai Amelia "Amy" Sosa, một nhân viên Cloud 9 người Mỹ gốc Brazil trong 15 năm làm cộng tác viên, sau đó là giám sát viên sàn, một thời gian ngắn làm trợ lý giám đốc trước khi trở lại vị trí giám sát viên của mình, và hiện là quản lý cửa hàng. Amy luôn đeo một thẻ tên khác bởi vì, Spitzer, người sáng tạo chương trình cho biết, cô không thích người lạ sử dụng tên thật của mình và điều này cho phép cô "giữ khách hàng ở xa vì họ không thực sự biết cô. phản đối hệ thống. "
- Ben Feldman trong vai Jonah Simms, cộng tác viên bán hàng của Cloud 9. Anh và Mateo đều được thuê trong tập thử nghiệm của loạt phim.
- Lauren Ash trong vai Dina Fox, quản lý cửa hàng trợ lý mãnh liệt và không vô nghĩa của Cloud 9. Cô cũng là người thay thế của Glenn và Jerusha.
- Colton Dunn trong vai Garrett McNeil, một cộng sự Cloud 9 châm biếm và lãnh đạm, bị tê liệt từ thắt lưng trở xuống.
- Nico Santos trong vai Mateo Fernando Aquino Liwanag, một cộng tác viên Cloud 9 đồng tính người Philippines được thuê cùng lúc với Jonah. Sau đó, anh tiếp tục hẹn hò bí mật với Jeff, một người quản lý quận Cloud 9. Anh ta cố gắng giữ bí mật rằng anh ta là một người nhập cư không có giấy tờ, nhưng nhiều nhân viên phát hiện ra. Anh ta bị ICE bắt vào cuối mùa bốn.
- Nichole Bloom trong vai Cheyenne Thompson (nhũ danh Lee), cộng tác viên của Cloud 9. Cô là một học sinh trung học 17 tuổi đang mang thai khi bắt đầu bộ truyện. Cô sinh con gái, Harmonica, trong cửa hàng trong đêm chung kết mùa đầu tiên và kết hôn với bạn trai Bo Derek Thompson (cha của Harmonica) trong mùa thứ hai.
- Mark McKinney trong vai Glenn Sturgis, quản lý cửa hàng tích cực liên tục của Cloud 9 cho đến khi anh ta bước xuống và trở thành một công nhân. Glenn là một Kitô hữu sùng đạo và là cha nuôi của nhiều đứa trẻ.
- Kaliko Kauahi trong vai Sandra Kaluiokalani (phần 5; phần 1 tái diễn 1 mùa 4), một nhân viên của Cloud 9 gặp khó khăn trong việc đưa ra những lo ngại chính đáng và được lắng nghe. Cô ấy sẽ thường cố gắng làm cho giọng nói của mình chỉ nghe thấy để tự hạ mình ngay sau đó, hoặc trong khi. Sandra là một kẻ nói dối bệnh hoạn, thường dựng lên những câu chuyện phức tạp để cố gắng thu hút sự chú ý của đồng nghiệp. Cô cũng có trí nhớ tự truyện rất vượt trội.

### Định kỳ
- Johnny Pemberton trong vai Bilbo "Bo" Derek Thompson (mùa 1 Pha2; khách mời mùa 34), Cheyenne chưa trưởng thành, chồng của Wannabe-rapper và cha của Harmonica. Làm việc ngắn gọn tại Cloud 9.
- Sean Whalen trong vai Sal Kazlauskas (phần 1), một nhân viên của Cloud 9 nổi tiếng vì bị ám ảnh bởi cả phụ nữ và trẻ em. Thi thể đã chết của anh ta được tìm thấy trong các bức tường của cửa hàng vào đầu mùa 3.
- Josh Lawson trong vai Tate Staskiewicz (phần 12; khách mùa 3), một dược sĩ của Cloud 9, người thường thô lỗ, hoảng loạn, mỉa mai và đầy bản thân.
- Irene White trong vai Carol (mùa 2 trận4; khách mời mùa 1), một nhân viên Cloud 9 đói khát đàn ông, có mối quan hệ tình cảm với Sandra, người mà cô ta cáo buộc đã đánh cắp bạn trai của mình, Jerry. Cô cũng đánh vào người chồng của Amy sau khi nghe tin hai người bị chia cách.
- Linda Porter]] trong vai Myrtle Vartanian, nhân viên phục vụ lâu nhất của Cloud 9 (30 năm). Nhiệm kỳ của cô đã khiến cô trở thành cộng tác viên bán hàng được trả lương cao nhất, mặc dù cô luôn bối rối và hay quên. Cô đã bị sa thải nhưng sau đó trở lại (dưới dạng hình ba chiều) khi linh vật của Cloud 9 trong một mưu đồ của Jeff để được các nhân viên của Cloud 9 tha thứ, đặc biệt là Mateo, sau khi phản bội họ vào cuối mùa 3. Sau khi Amy trở thành quản lý cửa hàng, cô đã phục hồi Myrtle làm trợ lý.
- Isabella Day trong vai Emma Dubanowski (mùa 2; khách mời mùa 1, 3 & 4), con gái của Amy với chồng cũ Adam.
- Ryan Gaul trong vai Adam Dubanowski (mùa 2; khách mời mùa 1, 3 & 4), người chồng ghẻ lạnh của Amy và bố của Emma. Adam và Amy là những người yêu nhau thời trung học, kết hôn năm 19 tuổi khi biết rằng Amy có thai và sau đó có Emma. Trong tập phim "Cuộc chiến màu sắc" được tiết lộ rằng anh ấy là một nhân vật YouTube, người thực hiện các video nướng thời gian thực.
- Jon Barinholtz trong vai Marcus White, một nhân viên Cloud 9 lờ mờ, thường bị sa thải / phục hồi. Sau một tai nạn với máy thái thịt trong deli Cloud 9, anh ta đã được thăng chức (không tăng lương) cho người giám sát kho với điều kiện anh ta sẽ không kiện cửa hàng.
- Michael Bunin trong vai Jeff Sutin (phần 2 trận4), nguyên là người quản lý quận giám sát St. Louis Cloud 9, trong số những người khác. Anh được tiết lộ là người đồng tính và có mối quan hệ lãng mạn với Mateo. Sau khi mối quan hệ bí mật trở nên công khai, Jeff đã từ chức để tiếp tục hẹn hò với Mateo. Tuy nhiên, vào cuối mùa 3, Jeff đã nghỉ hưu để quản lý quận Chicago sau khi anh ta phản bội nhân viên của Cloud 9. Nó được tiết lộ rằng anh ta đã bị Mateo bỏ rơi một lần nữa trong phần 4.
- Kelly Schumann trong vai Justine Sikowicz (mùa 2 trận4), một nhân viên của Cloud 9. Đôi khi cô giả vờ là một người nghiện rượu hoặc lăng nhăng để có vẻ thú vị hơn. Theo Glenn, cô 40 tuổi và sống một mình trong căn hộ studio.
- Chris Grace vai Jerry (mùa 3 trận4; khách mời mùa 2), bạn trai của Sandra, người đã hẹn hò ngắn với Carol. Anh ta bị hôn mê sau cơn lốc xoáy phá hủy Cloud 9 vào cuối phần 2.
- Kelly Stables trong vai Kelly Watson (phần 3 Ném4), một người ly dị bắt đầu làm việc tại Cloud 9 trong phần 3, nơi cô cuối cùng bắt đầu mối quan hệ với Jonah.
- Kerri Kenney-Silver trong vai Jerusha Sturgis (phần 3 trận4), vợ của Glenn. Cô được nhắc đến trong hai mùa đầu tiên nhưng không xuất hiện cho đến mùa 3.
- Jennifer Irwin trong vai Laurie (mùa 3; khách mời mùa 4), người quản lý quận mới tiếp quản sau khi Jeff từ chức trong mùa 3.
- Amir M. Korangy vai Sayid (phần 4), một nhân viên của Cloud 9. Một người tị nạn Syria.

### Ngôi sao khách mời đáng chú ý
- Howie Mandel là chính mình, một diễn viên hài mà Dina nhầm là nhân viên Cloud 9 mới được tuyển dụng.
- Natasha Leggero là người bán hàng
- Cecily Strong là vận động viên thể dục dụng cụ Olympic hư cấu Missy Jones.
- Tony Plana trong vai Ron Sosa, cha của Amy. (Trong loạt phim trước của Ferrera, Betty xấu xí, Plana cũng đóng vai cha của nhân vật của cô ấy.)
- Marlene Forte trong vai Connie Sosa, mẹ của Amy.
- Brenda Song trong vai Kristen Sturgis, con gái của Glenn và là người yêu cũ của Jonah.
- Felipe Esparza trong vai Cody, một nhân viên phòng chứng khoán ném đá.
- Brian Howe trong vai Neil Penderson, CEO của Cloud 9.
- Fred Melamed trong vai Richard Simms, cha của Jonah.
- Eden Sher trong vai Penny, một phụ nữ trẻ làm việc tại Cloud 9 trong một ngày.
- Chrissy Metz trong vai Luanne, một nhân viên công ty Cloud 9, người điều tra nguồn gốc của Tweet gây hại tại cửa hàng.
- Anjela Johnson trong vai Robin Green, lãnh đạo công đoàn.